# Europeana 1914–1918

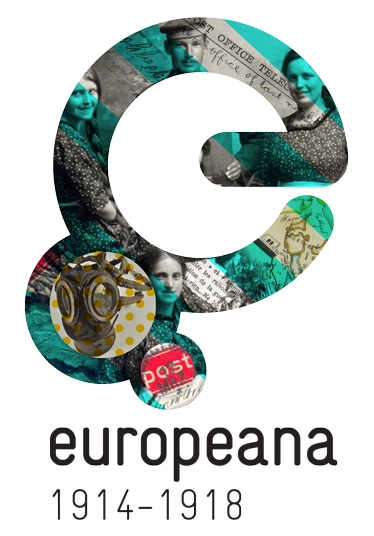
Offizielles Logo des Europeana 1914–1918-Projekts

Europeana 1914–1918 ist ein Webportal, in dem Dokumente aus der Zeit des Ersten Weltkriegs  Interessierten zugänglich gemacht werden; diese stammen aus Bibliotheken, Museen, Filmarchiven und von Privatpersonen. Das Webportal ist Teil des Kulturportals Europeana.
Seit dem Jahr 2011 wurden im Rahmen dreier Projekte Materialien zusammengetragen (ausgewählt, digitalisiert und online gestellt):
- 400.000 Dokumente aus zehn Nationalbibliotheken und weiterer Partner in acht Ländern,
- 660 Stunden Filmmaterial aus 21 europäischen Filmarchiven,
- über 10.000 Beiträge, die im Rahmen von Aktionstagen in bislang dreizehn Ländern digitalisiert wurden (entspricht über 100.000 Scans).

Die Quellen sollen die Lebenswirklichkeit der Zeit zwischen 1914 und 1918 an der Kriegsfront und innerhalb des Deutschen Reiches umfassend dokumentieren.
Das Themenportal wurde am 29. Januar 2014 von Kulturstaatsministerin Monika Grütters in der Staatsbibliothek zu Berlin offiziell freigeschaltet. Es stellt die umfassendste europäische Sammlung von Originaldokumenten zum Ersten Weltkrieg dar. Bislang haben Institutionen und Privatpersonen aus über 20 europäischen Ländern zu der virtuellen Sammlung beigetragen. 

## Einzelprojekte

### Nationalbibliothekarische Sammlungen
Im Rahmen des Projekts Europeana Collections 1914–1918 haben zehn Nationalbibliotheken und zwei weitere Beiträger in acht Ländern rund 400.000 Quellen aus der Zeit des Ersten Weltkriegs online verfügbar gemacht. Digitalisiert wurden Kinder- und Schulbücher, Kriegskochbücher, Erbauungsschriften, persönliche Briefe und Kriegspostkarten, Tagebücher, Fotos, Flugblätter, Pamphlete, Karten und Musikalien, Schützengrabenzeitungen, Unterhaltungsliteratur für Gefangene, überlebenspraktische Anleitungen für Frontsoldaten und anderen Quellen vornehmlich zur Alltagsgeschichte. Der Fokus lag auf besonderen Sammlungen, d. h. auf seltenen oder nur in gesonderten Lesesälen der Bibliotheken zugänglichen Quellen, z. B. Handschriften, Kunstwerken, Fliegerabwürfen, seltenen Büchern und „grauer Literatur“, Karten, musikalischer Literatur sowie Kinder- und Jugendbüchern.
Das Digitalisierungsprojekt wurde von der Staatsbibliothek zu Berlin koordiniert. Es lief von 2011 bis 2014 und wurde von der Europäischen Union gefördert. Im März 2012 wurden die ersten Dokumente auf der Europeana-Website zur Verfügung gestellt. Die Gesamtkosten lagen bei 5,4 Mio. Euro. Am Projekt beteiligt waren:
- Staatsbibliothek zu Berlin (auch Koordination)
- Biblioteca Nazionale Centrale di Roma
- Biblioteca Nazionale Centrale di Firenze
- Bibliothèque nationale de France
- Bibliothèque nationale et universitaire de Strasbourg
- Bibliothèque Royale de Belgique – Koninklijke Bibliotheek van België
- British Library
- Det Kongelige Bibliotek
- Narodna biblioteka Srbije
- Österreichische Nationalbibliothek
- Istituto Centrale per il Catalogo Unico delle biblioteche italiane
- Clio-online

Es entstanden des Weiteren die Virtuelle Ausstellung Orte des Übergangs und eine mehrsprachige E-Learning-Webseite für Schüler und Lehrer/-innen, die unter der Leitung der British Library British Library von allen Projektpartnern gemeinsam erarbeitet wurde. Ein im Projekt entstandener Film über den Weltkriegsschriftsteller Walter Flex vermittelt einen Einblick in die Digitalisierungswerkstatt der Staatsbibliothek zu Berlin.

### Filmarchive
In dem Projekt European Film Gateway 1914 (EFG1914) wurden über 700 Stunden Filmmaterial (rund 3000 Filme) zum Ersten Weltkrieg aus mehr als 20 europäischen Filmarchiven zusammengetragen. Die Sammlung enthält u. a. Wochenschauen, Dokumentationen, Spiel-, Propaganda- und Antikriegsfilme. Da nur geschätzte 20 % der in der Stummfilmzeit produzierten Filme bis heute erhalten sind, stellen die im Rahmen des Projekts digitalisierten Filme eine wichtige Überlieferung aus dieser Zeit dar.

### Dokumente von Privatpersonen
Seit 2011 sammelt das Crowdsourcing-Projekt Europeana 1914–1918 bislang unveröffentlichte private Briefe, Fotografien und andere Erinnerungsstücke aus der Zeit des Ersten Weltkrieges, digitalisiert sie und macht sie online verfügbar. Es geht zurück auf die Initiative „Great War Archive“, welche 2008 an der Universität Oxford ins Leben gerufen worden war.
Bis Mai 2014 haben sich Menschen aus 13 Ländern am Projekt beteiligt. An über 130 „Aktionstagen“ konnten Privatpersonen ihre Memorabilia zur Digitalisierung mitbringen. Ca. 10.000 Objekte (entspricht ca. 90.000 Seiten) wurden digitalisiert und recherchierbar gemacht. Nach wie vor besteht für die interessierte Öffentlichkeit die Möglichkeit, eigene Erinnerungsstücke selbst zu digitalisieren, zu beschreiben und hochzuladen.

## Rezeption
Europeana 1914–1918 erfuhr ein nationales und internationales Medienecho.
- Andreas Kilb schrieb in der Frankfurter Allgemeinen Zeitung: „Die Frage, ob es in diesem Jahr ein gemeinsames europäisches Gedenken an den Ausbruch des Großen Krieges vor hundert Jahren geben wird, ist noch nicht abschließend beantwortet. (…) Doch es gibt einen geschichtspolitischen Fortschritt gegenüber den Jubiläen vor zehn, zwanzig oder fünfzig Jahren, und seine Bühne ist das Internet.“[5]

- „Die Materialfülle, die nun im Internet verfügbar ist, könnte der wissenschaftlichen Forschung zum Ersten Weltkrieg entscheidende neue Impulse geben.“,[6] so Sönke Neitzel auf einer Europeana-Konferenz in der Staatsbibliothek zu Berlin.

- Bundeskanzlerin Angela Merkel beurteilte Europeana 1914–1918 in ihrem Podcast am 24. Mai 2014 als eine „ganz wunderbare Initiative, zumal sie sich eben nicht nur auf Deutschland bezieht, sondern die Gräben, die es damals gab, einfach auch dadurch schließt, dass man auch digitalisierte Bilder aus ganz anderen europäischen Ländern sehen kann.“[7]